# ヤウンデ
ヤウンデ（Yaoundé）は、カメルーンの首都。中央州の州都。同国の政治・行政の中心地である。

## 歴史
1888年、ドイツ人によって象牙貿易の拠点として建設された。
第一次世界大戦中はベルギー軍に占領された。
1922年以降は第二次世界大戦中を除きフランス領カメルーンの首都となった。
1960年の独立に伴ってそのままカメルーンの首都となって現在に至る。
2022年1月23日、市内のナイトクラブで大規模な火災が発生。16人以上が死亡、8人が重傷。原因は店内で花火が爆発したことによるもの。

## 地理
カメルーン中南部に位置する。
2012年の人口は244万62人で、ドゥアラにつぐカメルーン第2の規模を持つ都市である。
標高700mを越える高原にあり、赤道近くとはいえ涼しく、また湿気が少なく過ごしやすい、いくつもの丘に囲まれた町である。
商業上の首都と言えるドゥアラは西に279kmにあたる。

## 気候
ケッペンの気候区分でサバナ気候に区分される。
| ヤウンデの気候                                                 | ヤウンデの気候 | ヤウンデの気候 | ヤウンデの気候 | ヤウンデの気候 | ヤウンデの気候 | ヤウンデの気候 | ヤウンデの気候 | ヤウンデの気候 | ヤウンデの気候 | ヤウンデの気候 | ヤウンデの気候 | ヤウンデの気候 | ヤウンデの気候   |
| 月                                                             | 1月            | 2月            | 3月            | 4月            | 5月            | 6月            | 7月            | 8月            | 9月            | 10月           | 11月           | 12月           | 年               |
| -------------------------------------------------------------- | -------------- | -------------- | -------------- | -------------- | -------------- | -------------- | -------------- | -------------- | -------------- | -------------- | -------------- | -------------- | ---------------- |
| 最高気温記録 °C （°F）                                         | 33 (91)        | 33 (91)        | 33 (91)        | 36 (97)        | 34 (93)        | 32 (90)        | 31 (88)        | 34 (93)        | 31 (88)        | 33 (91)        | 32 (90)        | 32 (90)        | 36 (97)          |
| 平均最高気温 °C （°F）                                         | 29.6 (85.3)    | 31.0 (87.8)    | 30.4 (86.7)    | 29.6 (85.3)    | 28.8 (83.8)    | 27.7 (81.9)    | 26.5 (79.7)    | 26.5 (79.7)    | 27.5 (81.5)    | 27.8 (82)      | 28.1 (82.6)    | 28.5 (83.3)    | 28.5 (83.3)      |
| 日平均気温 °C （°F）                                           | 24.6 (76.3)    | 25.7 (78.3)    | 25.4 (77.7)    | 25.0 (77)      | 24.5 (76.1)    | 23.8 (74.8)    | 23.2 (73.8)    | 22.9 (73.2)    | 23.4 (74.1)    | 23.5 (74.3)    | 23.9 (75)      | 24.0 (75.2)    | 24.2 (75.6)      |
| 平均最低気温 °C （°F）                                         | 19.6 (67.3)    | 20.3 (68.5)    | 20.3 (68.5)    | 20.3 (68.5)    | 20.2 (68.4)    | 19.9 (67.8)    | 19.9 (67.8)    | 19.3 (66.7)    | 19.3 (66.7)    | 19.2 (66.6)    | 19.6 (67.3)    | 19.5 (67.1)    | 19.8 (67.6)      |
| 最低気温記録 °C （°F）                                         | 14 (57)        | 15 (59)        | 16 (61)        | 15 (59)        | 16 (61)        | 15 (59)        | 16 (61)        | 16 (61)        | 15 (59)        | 15 (59)        | 17 (63)        | 16 (61)        | 14 (57)          |
| 降水量 mm （inch）                                             | 19.0 (0.748)   | 42.8 (1.685)   | 124.9 (4.917)  | 171.3 (6.744)  | 199.3 (7.846)  | 157.1 (6.185)  | 74.2 (2.921)   | 113.7 (4.476)  | 232.3 (9.146)  | 293.6 (11.559) | 94.3 (3.713)   | 18.6 (0.732)   | 1,541.1 (60.672) |
| 平均降水日数 （≥0.1 mm）                                       | 3              | 4              | 12             | 14             | 17             | 14             | 11             | 12             | 20             | 23             | 11             | 3              | 144              |
| % 湿度                                                         | 79.5           | 79.5           | 81.0           | 82.0           | 84.0           | 85.0           | 85.5           | 86.0           | 85.5           | 85.0           | 82.0           | 79.0           | 82.8             |
| 平均月間日照時間                                               | 172.0          | 179.0          | 169.9          | 164.5          | 166.2          | 126.0          | 96.1           | 86.2           | 102.4          | 130.2          | 167.1          | 181.4          | 1,741            |
| 出典1：World Meteorological Organization NOAA (日照 1961–1990) |                |                |                |                |                |                |                |                |                |                |                |                |                  |
| 出典2：BBC Weather                                             |                |                |                |                |                |                |                |                |                |                |                |                |                  |

## 産業
主な産業は煙草製造、石鹸などの日用品製造、陶器ならびにガラス製造、木材加工である。
ヤウンデはコーヒー、カカオ、コプラ、サトウキビ、ゴムなどのプランテーションの中心地であり、カメルーン内陸部における物資の集散地である。

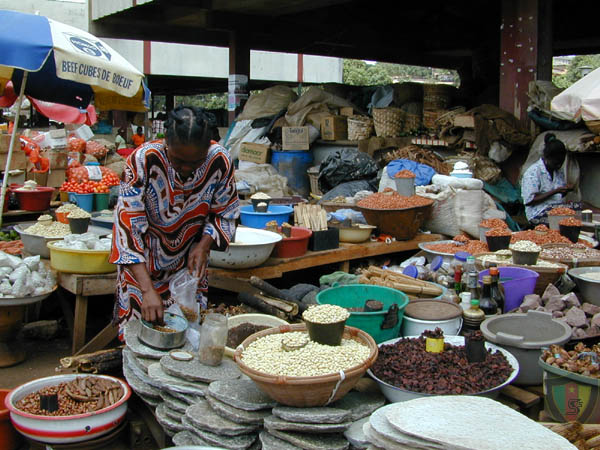
市場

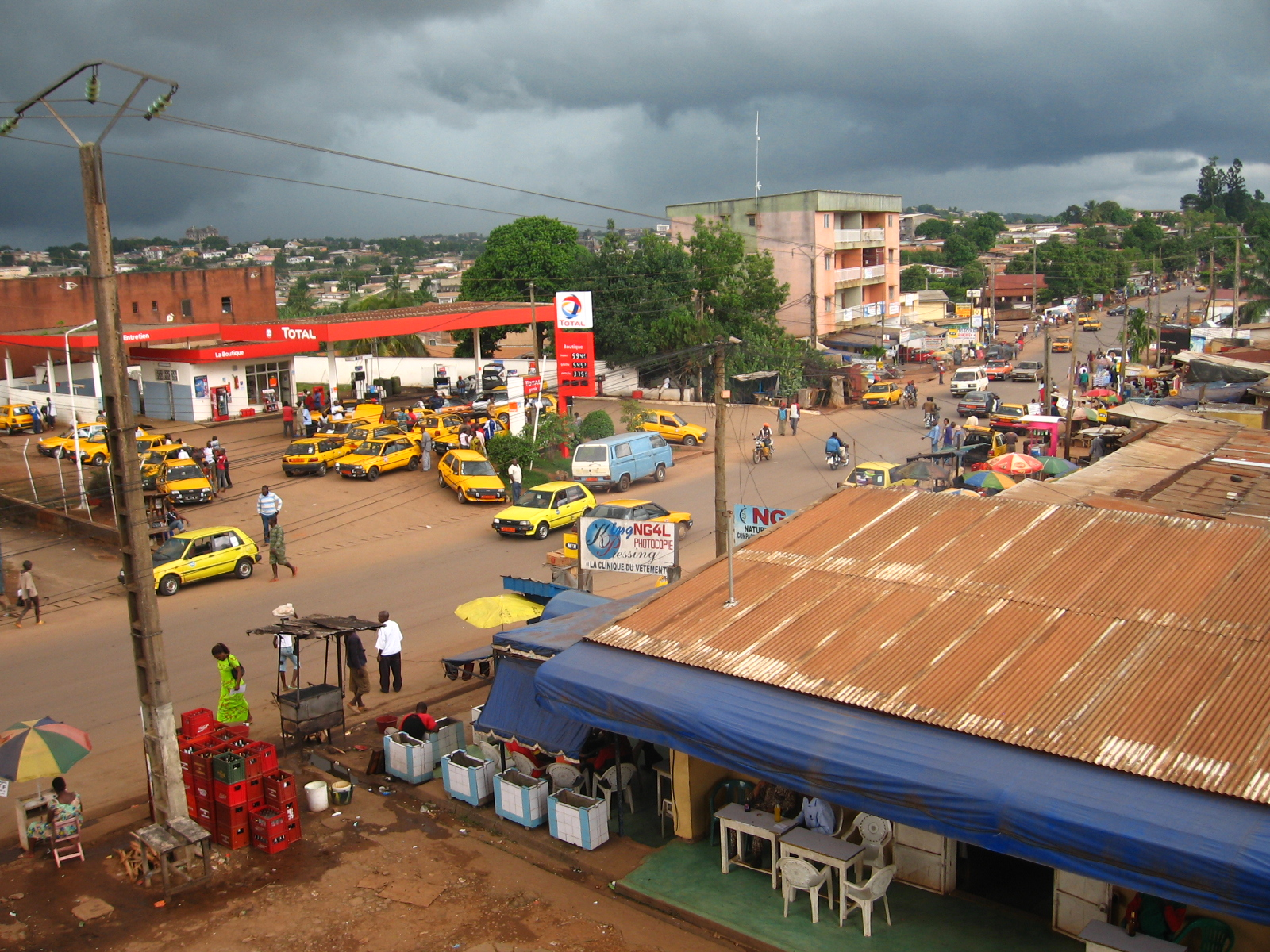
ガソリンスタンドとタクシー

## 交通

### 空港
1992年にヤウンデ・ンシマレン国際空港が開港した。

### 鉄道
ドゥアラと結ぶ鉄道およびヌガウンデレと結ぶ鉄道が運行されている。

## 教育
ヤウンデには1962年創立のヤウンデ大学がある。
ヤウンデ大学は1993年にヤウンデ第一大学とヤウンデ第二大学に分割された。

## スポーツ
いくつかのサッカークラブがある。
- キャノン・ヤウンデ
- トネール・ヤウンデ
- Impôts FC

## 衛生
下水道の普及率は低く、市民の多くは単に穴を掘っただけの落下式便所を利用している。場所によっては、雨期になると便槽から汚物があふれ、衛生状態が悪化する。